# When Tomorrow Comes
When Tomorrow Comes – singel brytyjskiego duetu Eurythmics, wydany w 1986 roku.

## Ogólne informacje
Był to pierwszy singel z albumu Revenge. Choć w Wielkiej Brytanii doszedł jedynie do miejsca 30., to w pozostałych krajach Europy osiągnął większy sukces. Piosenka była utrzymana w stylu pop-rock, podobnie jak cały album. Singel nie ukazał się w USA.

## Teledysk
Twórcy teledysku to Chris Ashbrook oraz David A. Stewart. Wystąpiła w nim wokalistka wspierająca Annie Lennox – Jonice Jamison, która wzięła udział w dalszych teledyskach zespołu, promujących tę płytę.

## Pozycje na listach przebojów
| Kraj            | Pozycja |
| --------------- | ------- |
| Wielka Brytania | 30      |
| Irlandia        | 13      |
| Niemcy          | 22      |
| Holandia        | 22      |
| Włochy          | 16      |
| Szwecja         | 4       |
| Norwegia        | 5       |
| Australia       | 7       |
| Nowa Zelandia   | 19      |